# Baetiscidae
Baetiscidae is een familie van haften (Ephemeroptera).

## Geslachten
De familie Baetiscidae omvat de volgende geslachten:
- Baetisca Walsh, 1863